# Fabio Bonzi
Fabio Bonzi ist ein italienischer Filmregisseur und Drehbuchautor.

## Leben
Bonzi war Dozent für Comiczeichnen in Bologna und Redakteur der Zeitschrift Feltrinelli sowie künstlerischer Leiter diverser Werbeagenturen. In Mexiko leitete er ein selbstgegründetes Theater. Für seine Drehbücher erhielt er eine besondere Erwähnung beim Premio Solinas.
Bonzi drehte 1992 in russischer Koproduktion den Mittelalter-Film Zoloto mit Franco Nero. 2004 veröffentlichte er Casa Eden, der 2004 beim Festival du Film Italien de Villerupt den Preis der Jury erhielt.